# Gmach Dyrekcji Naczelnej Lasów Państwowych

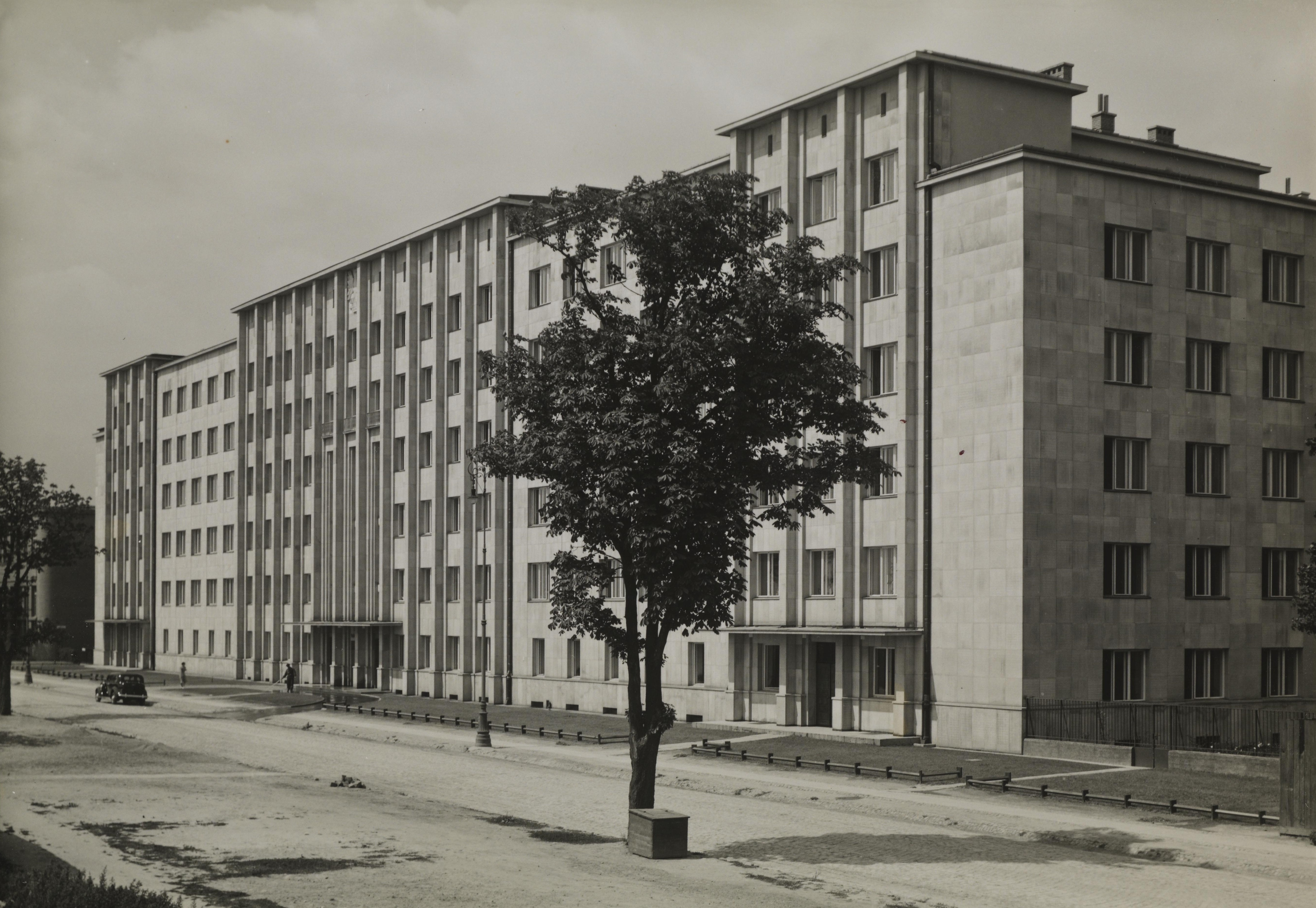
Gmach pod koniec lat 30. XX wieku

Gmach Dyrekcji Naczelnej Lasów Państwowych – budynek administracyjny znajdujący się w Warszawie przy ulicy Wawelskiej 52/54. Znajduje się między ulicami Wawelską i Mikołaja Reja, a elewacje jego skrzydeł wystawione są na ulicę Andrzeja Krzyckiego i park Wielkopolski. Część budynku ma adres ul. M. Reja 3/5. 
Od 2012 budynek jest wpisany do gminnej ewidencji zabytków z identyfikatorem OCH05167. Jest również częścią zabytkowego układu Kolonii Lubeckiego.
Budynek jest siedzibą Ministerstwa Klimatu i Środowiska i podległych im jednostek, m.in. Głównego Inspektoratu Ochrony Środowiska, Generalnej Dyrekcji Ochrony Środowiska, przejściowo Krajowego Zarządu Gospodarki Wodnej, a przez kilkadziesiąt lat również Lasów Państwowych.

## Historia
Budynek jest elementem niezrealizowanej w pełni dzielnicy reprezentacyjnej, która miała powstać na obszarze Pola Mokotowskiego. Obszar ten po włączeniu do Warszawy w 1916 był przedmiotem różnych koncepcji urbanistycznych, w większości niezrealizowanych. Jedną z nich była Dzielnica Nauki, której elementy zrealizowano na południowych obrzeżach Pola Mokotowskiego, a pewną kontynuacją jest Kampus Ochota znajdujący się na zachód od parku. Po śmierci Józefa Piłsudskiego rozpisano konkurs na projekt Dzielnicy im. Marszałka Józefa Piłsudskiego, jednak nie został on rozstrzygnięty, a planowanie tej dzielnicy trwało do wybuchu II wojny światowej, choć zasadnicza część planów była gotowa jesienią 1938. Gmach Dyrekcji Naczelnej Lasów Państwowych jest jednym z nielicznych budynków, który powstał w związku z tymi planami.
Na początku lat 30. XX wieku na działce na rogu ulicy Krzyckiego i Wawelskiej oraz Reja zaplanowano budowę Muzeum Rzemiosła i Techniki. Naprzeciwko miał stanąć meczet. Żadnego z tych planów nie zrealizowano – na miejscu planowanego meczetu do wybuchu wojny nie zdążono nic wybudować, a następnie powstał tam skwer Sue Ryder, będący odnogą parku Wielkopolski, natomiast na miejscu planowanego muzeum wybudowano siedzibę dyrekcji Lasów Państwowych. Projekt budynku stworzył Stefan Tomorowicz już w roku 1928. Ostateczną formę w stylu określanym jako nowy klasycyzm lub modernizm, przy której opracowaniu brał Jan Zabłocki przyjęto w 1934, a rozbudowa trwała do 1936. Budynek rozbudowano trzykrotnie, zużywając do tego ponad 3 miliony cegieł i 3 000 m² piaskowca. Płyty piaskowca pochodzące z kamieniołomów w okolicach Szydłowca i posłużyły do pokrycia elewacji. W celu współgrania z naświetleniem od południa głównej fasady wybrano jasnożółty kamień. Drewno na elementy stolarki oraz posadzki sprowadzono z tartaków w Hajnówce, tylko część z tartaków regionu warszawskiego. Rozbudowa była podawana jako przykład oszczędności w porównaniu z kosztami budowy innych powstających w tym czasie gmachów administracyjnych. Część środków (156 000 ówczesnych złotych) na budowę pochodziła ze zbiórki Związku Leśników Polskich, pierwotnie przeznaczonej na budowę wielofunkcyjnego Domu Leśnika. 
Budynek ma monumentalną formę i jest największym międzywojennym budynkiem przy ulicy Wawelskiej. Jedyną rzeźbą na elewacji budynku jest płaskorzeźba Orła Białego w stylu art déco. Na ścianie budynku znajduje się brązowa tablica poświęcona pracownikom leśnictwa i przemysłu drzewnego poległym w II wojnie światowej. Wewnątrz budynku znajduje się tablica upamiętniająca Józefa Piłsudskiego. Tablica ta została zdemontowana w 1946 i zawieszona ponownie w 1993. Od 2017 znajdują się również dwie tablice upamiętniające leśników – ofiary zbrodni katyńskiej i żołnierzy wyklętych. W 2009 postulowano ustawienie przed budynkiem pomnika pierwszego dyrektora Lasów Państwowych Adama Loreta, jednak ostatecznie odsłonięto go przed nową siedzibą Dyrekcji Generalnej Lasów Państwowych. W 2014 odnowiono aulę audytoryjną (Centrum Multimedialne Ochrony Środowiska). 
Budynek pełnił funkcję siedziby władz Lasów Państwowych przez kilkadziesiąt lat. Od II wojny światowej nie był własnością Lasów Państwowych, lecz resortów, w których kompetencjach jest leśnictwo. W latach 40. mieściło się w nim Ministerstwo Leśnictwa, używając adresu ul. Reja 3/5. Od 1999 było to Ministerstwo Środowiska, w latach 2019−2020 Ministerstwo Klimatu, a od 2020 Ministerstwo Klimatu i Środowiska.
Dyrekcja Generalna Lasów Państwowych przeniosła się początkowo do budynku należącego do Instytutu Badawczego Leśnictwa na ulicy Bitwy Warszawskiej 3 w Warszawie, a następnie do biurowca na ulicy Grójeckiej 127. W latach 1945–1956 w gmachu mieściła się m.in. siedziba Instytutu Badawczego Leśnictwa jako kontynuatora Instytutu Badawczego Lasów Państwowych.